# Liga Premier de Rusia 2002
La Liga Premier de Rusia 2002 fue la 11.ª temporada del campeonato de fútbol de Rusia desde la disolución de la Unión Soviética y la primera bajo el formato y denominación actual de la Liga Premier de Rusia. El campeón fue Lokomotiv Moscú, que le ganó el desempate al CSKA Moscú. Los goleadores fueron Rolán Gúsev y Dmitri Kirichenko, ambos del CSKA Moscú.

## Tabla de posiciones
|  | Pos. | Equipo             | Pts | PJ | PG | PE | PP | GF | GC | DG  |
|  | ---- | ------------------ | --- | -- | -- | -- | -- | -- | -- | --- |
|  | 1.   | Lokomotiv Moscú    | 66  | 30 | 19 | 9  | 2  | 46 | 14 | +32 |
|  | 1.   | CSKA Moscú         | 66  | 30 | 21 | 3  | 7  | 60 | 26 | +34 |
|  | 3.   | Spartak Moscú      | 55  | 30 | 16 | 7  | 7  | 49 | 36 | +13 |
|  | 4.   | Torpedo Moscú      | 50  | 30 | 14 | 8  | 8  | 47 | 32 | +15 |
|  | 5.   | Krylia Sovetov     | 49  | 30 | 15 | 4  | 11 | 39 | 32 | +7  |
|  | 6.   | FC Saturn          | 47  | 30 | 13 | 8  | 9  | 41 | 37 | +4  |
|  | 7.   | Shinnik Yaroslavl  | 47  | 30 | 13 | 8  | 9  | 42 | 37 | +5  |
|  | 8.   | Dinamo Moscú       | 42  | 30 | 12 | 6  | 12 | 38 | 33 | +5  |
|  | 9.   | Rotor Volgogrado   | 38  | 30 | 11 | 5  | 14 | 27 | 34 | -7  |
|  | 10.  | Zenit              | 33  | 30 | 8  | 9  | 13 | 36 | 42 | -6  |
|  | 11.  | Rostselmash        | 31  | 30 | 7  | 10 | 13 | 29 | 49 | -20 |
|  | 12.  | Alania Vladikavkaz | 30  | 30 | 8  | 6  | 16 | 32 | 42 | -10 |
|  | 13.  | Uralan Elista      | 29  | 30 | 6  | 11 | 13 | 32 | 42 | -10 |
|  | 14.  | Torpedo-ZIL Moscú  | 28  | 30 | 6  | 10 | 14 | 20 | 39 | -19 |
|  | 15.  | Anzhi              | 25  | 30 | 5  | 10 | 15 | 22 | 43 | -21 |
|  | 16.  | Sokol Saratov      | 23  | 30 | 5  | 8  | 17 | 24 | 45 | -21 |

Pts = Puntos; PJ = Partidos jugados; PG = Partidos ganados; PE = Partidos empatados; PP = Partidos perdidos; GF = Goles a favor; GC = Goles en contra; DG = Diferencia de gol
|  | Clasificado para la tercera ronda previa de la Liga de Campeones de la UEFA 2003-04 |
|  | Clasificado para la segunda ronda previa de la Liga de Campeones de la UEFA 2003-04 |
|  | Clasificado para la primera ronda de la Copa de la UEFA 2003-04                     |
|  | Clasificado para la ronda previa de la Copa de la UEFA 2003-04                      |
|  | Descendido a la Primera División 2003                                               |

### Partido desempate por el título
El Lokomotiv y el CSKA finalizaron la temporada en lo más alto con la misma cantidad de puntos, el título se decidió a partido único.
| 21 de noviembre de 2002 | Lokomotiv Moscú | 1–0     | CSKA Moscú | Estadio Dinamo, Moscú,                                |                                                       |
|                         | Loskov 6'       | Reporte |            | Asistencia: 34,000 espectadores Árbitro(s): V. Ivanov | Asistencia: 34,000 espectadores Árbitro(s): V. Ivanov |

| Rusia                             |
| Campeón Lokomotiv Moscú 1° título |

## Goleadores
| # | Jugador              | Goles | Equipo         |
| - | -------------------- | ----- | -------------- |
| 1 | Rolán Gúsev          | 15    | CSKA           |
|   | Dmitri Kirichenko    | 15    | CSKA           |
| 3 | Aleksandr Kerzhakov  | 14    | Zenit          |
| 4 | Vladímir Beschástnyj | 12    | Spartak        |
|   | Andréi Kariaka       | 12    | Krylya Sovetov |
| 6 | Robertas Poškus      | 11    | Krylya Sovetov |
|   | Serghei Rogaciov     | 11    | Saturn-REN-TV  |
|   | Ígor Semshov         | 11    | Torpedo        |
| 9 | Aleksandr Shirkó     | 10    | Torpedo        |
|   | Zurab Tsiklauri      | 10    | Uralan         |